# Герде (Люхов-Данненберг)
Герде (нім. Göhrde) — громада в Німеччині, розташована в землі Нижня Саксонія. Входить до складу району Люхов-Данненберг. Складова частина об'єднання громад Ельбталауе.
Площа — 40,71 км2. Населення становить 585 ос. (станом на 31 грудня 2021).

## Галерея

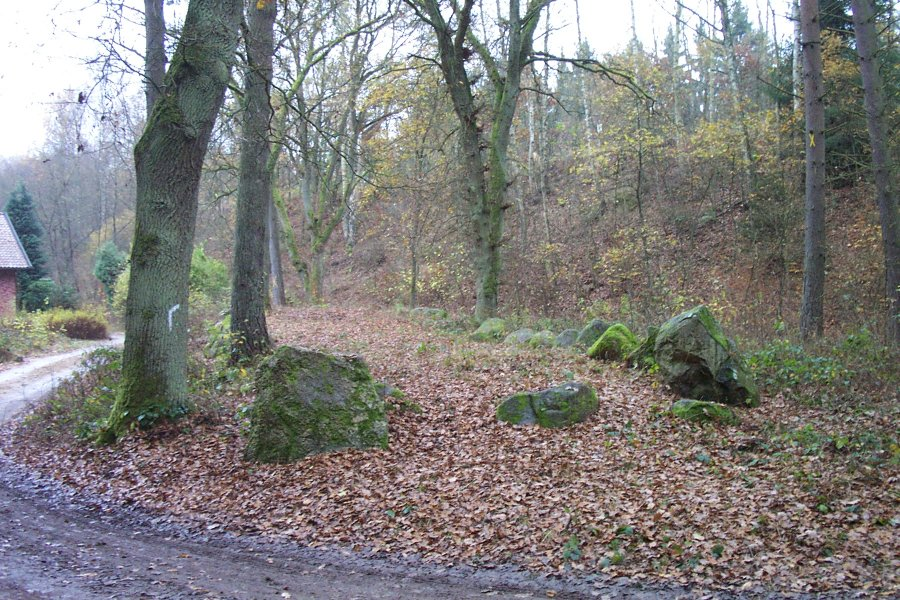
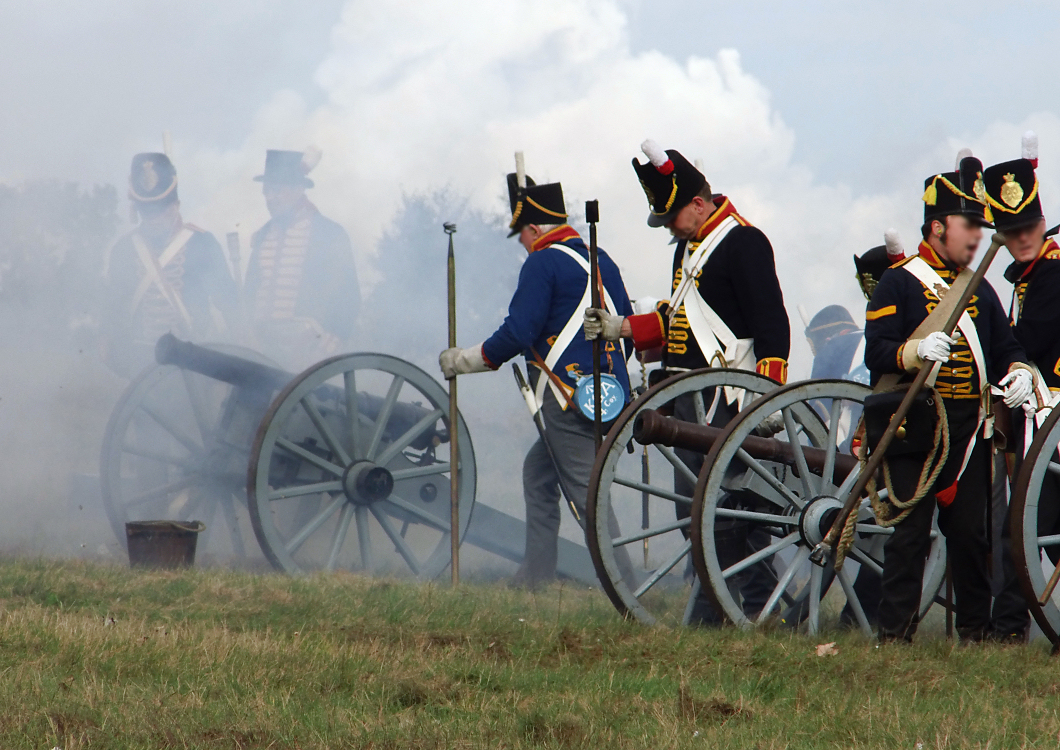
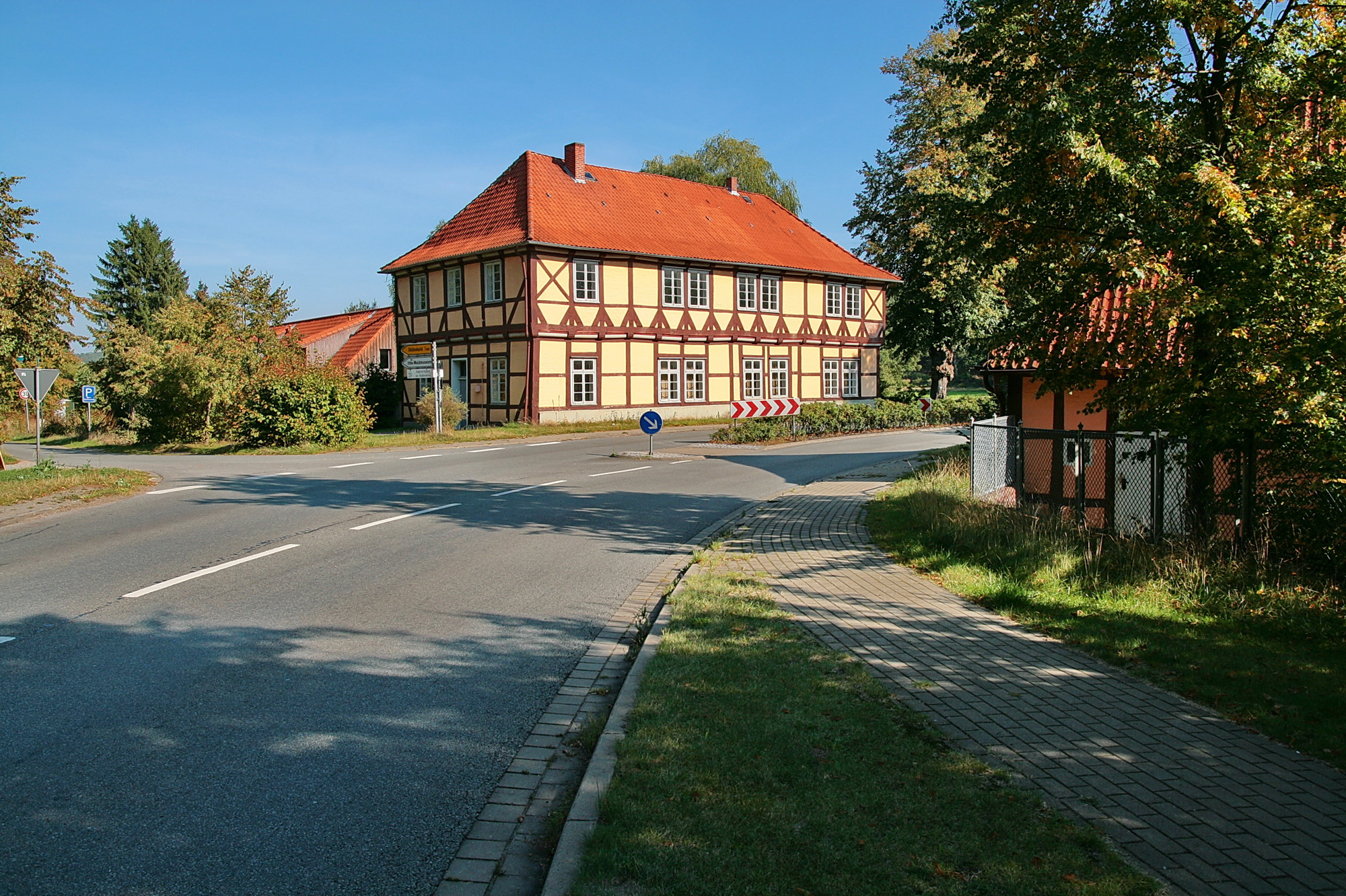